# Auand Records
Auand Records is een Italiaans platenlabel voor jazz, gevestigd in Bisceglie. Het werd omstreeks 2001 opgericht. Artiesten wier muziek op het label uitkwamen zijn onder meer Gianluca Petrella, Bill Frisell met een trio van Cuong Vu, Emanuele Cisi, Roberto Cecchetto, een trio van Steve Swallow (met Adam Nussbaum en Ohad Talmor), Bobby Previte, Walter Beltrami en David Binney/Jeff Hirshfield.